# Port pyramidal
Pour les articles homonymes, voir pyramidal.

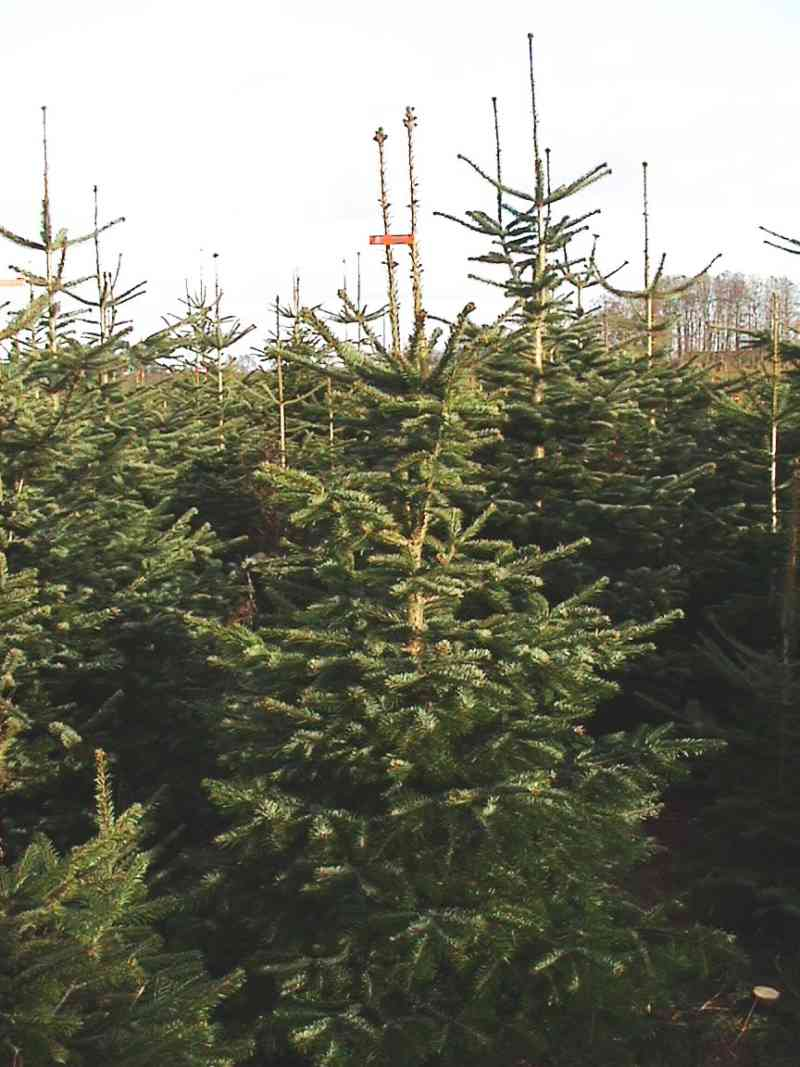
Le sapin de Nordmann possède un port pyramidal.

Un végétal possède un port pyramidal (ou conique) lorsque la répartition de ses rameaux rappelle la forme d'une pyramide, c'est-à-dire que la base est plus large que la cime.
Le port d'un arbre (ou sa silhouette) est un critère de reconnaissance d'un arbre isolé et éloigné. Il évolue avec l'âge de l'arbre. Chez les résineux, le port pyramidal est fréquent chez les jeunes. Certaines espèces le conservent à l'âge adulte, comme les sapins, par exemple le sapin de Nordmann (Abies nordmanniana), souvent utilisé comme sapin de Noël. D'autres peuvent adopter des ports globuleux, comme certains pins ou les cèdres.